# Фумагалли, Адольфо
Адольфо Фумагалли (итал. Adolfo Fumagalli; 1828, Инцаго — 1856, Флоренция) — итальянский пианист и композитор.

## Биография
Родился в музыкальной семье (ещё три брата Фумагалли стали профессиональными музыкантами). Окончил Миланскую консерваторию у Карло Анджелони. В 1848 году дебютировал на миланской сцене, затем концертировал во Франции, Бельгии, Дании. В 1856 году вернулся в Италию, но внезапно умер через день после своего последнего выступления.
Основу репертуара Фумагалли составляли его собственные виртуозные композиции (более 100 сочинений), среди которых наибольшей популярностью пользовались фантазии на темы знаменитых опер — в том числе Большая фантазия на темы из «Роберта-дьявола» Мейербера (Op. 106, посвящена Ференцу Листу), вариации на темы Россини, Доницетти, Верди, Берлиоза, переложение для левой руки арии «Casta Diva» из «Нормы» Беллини. Фумагалли прославился исполнением своих пьес одной левой рукой.